# Fabelmanowie
Fabelmanowie (ang. The Fabelmans) – amerykański dramat filmowy z 2022 roku w reżyserii Stevena Spielberga.
Film na poły autobiograficzny, luźno inspirowany dzieciństwem Spielberga, opowiedziany został poprzez historię fikcyjnego Sammy'ego Fabelmana, młodego aspirującego filmowca.
Premiera odbyła się 10 września 2022 roku podczas MFF w Toronto, gdzie obraz zdobył Nagrodę Publiczności.

## Obsada
- Gabriel LaBelle jako Sammy Fabelman
- Michelle Williams jako Mitzi Fabelman
- Paul Dano jako Burt Fabelman
- Seth Rogen jako Bennie Loewy
- Julia Butters jako Reggie Fabelman
- Keeley Karsten jako Natalie Fabelman
- Oakes Fegley jako Chad Thomas
- Sam Rechner jako Logan Hall
- Judd Hirsch jako wuj Boris
- David Lynch jako John Ford
- Robin Bartlett jako Tina Schildkraut
- Jeannie Berlin jako Hadassah Fabelman

## Produkcja
W 1999 roku Steven Spielberg oznajmił, że myśli o wyreżyserowaniu filmu o swoim dzieciństwie. Projekt zatytułowano I'll Be Home, a scenariusz napisała jego siostra Anne Spielberg. Reżyser obawiał się jednak reakcji swoich rodziców, na jego krytyczny punkt widzenia w jaki zamierzał przedstawić swoje dzieciństwo. Bał się, że uznają to za zniewagę.
Projekt ostatecznie nie doszedł do skutku. Dwie dekady później reżyser zdecydował, że zrealizuje film z fikcyjną historią, ale wplecie w nią osobiste wątki. W 2019 roku podczas prac nad West Side Story pojawił się zarys fabuły, a rok później rozpoczęły się prace nad scenariuszem.
W marcu 2021 roku ogłoszono, że film wyreżyseruje Spielberg. Operator Janusz Kamiński powiedział, że film będzie kroniką życia Spielberga w wieku od siedmiu do osiemnastu lat i skupi się na jego rodzinie, a przede wszystkim pasji do kręcenia filmów. Dodał też, że będzie to piękny i osobisty film wiele mówiący o życiu Stevena i o tym, kim jest jako filmowiec.
Główne zdjęcia rozpoczęły się w lipcu 2021 roku. Aktorzy uzyskali dostęp do domowych filmów, zdjęć i wspomnień rodziny Spielbergów, aby dowiedzieć się, jacy byli i jak przedstawić na ekranie ich fabularyzowane wersje (rodzinę Fabelmanów).
W przypadku scen, w których Sammy kręci filmy 8 mm, Spielberg postanowił, że wspólnie z operatorem Januszem Kamińskim jak najdokładniej odtworzy te, które on sam nakręcił w dzieciństwie.